# 帕热
帕热（法語：Pajay，法語發音：[paʒɛ]）是法国伊泽尔省的一个市镇，位于该省中部偏西北，属于维埃纳区。

## 地理
帕热（45°21'50"N, 5°8'22"E）面积14.32 平方千米，位于法国奥弗涅-罗讷-阿尔卑斯大区伊泽尔省，该省份为法国东南部内陆省份，北起顺时针与安省、萨瓦省、上阿尔卑斯省、德龙省、阿尔代什省、卢瓦尔省和罗讷省。
与帕热接壤的市镇（或旧市镇、城区）包括：托迪尔、博福尔、马尔西约勒、珀诺勒、波米耶德博尔派尔。
帕热的时区为UTC+01:00、UTC+02:00（夏令时）。

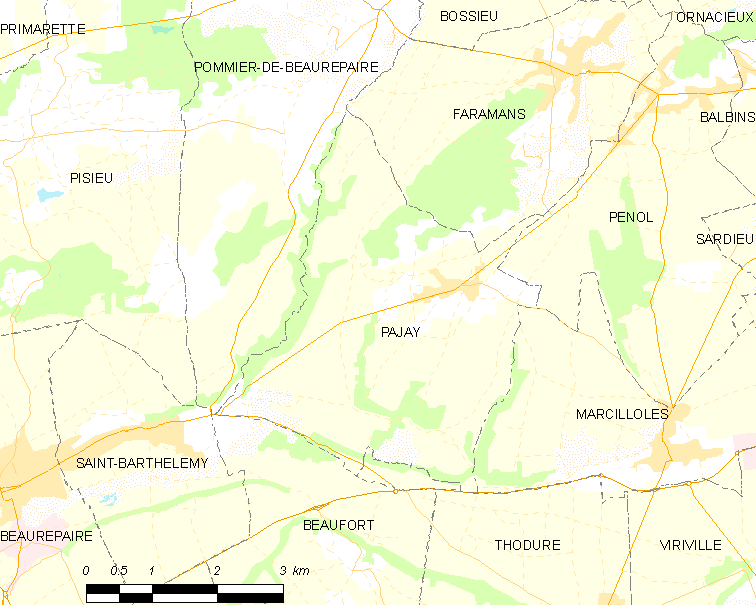
帕热的OSM定位图

## 行政
帕热的邮政编码为38260，INSEE市镇编码为38291。

## 政治
帕热所属的省级选区为比耶夫尔县。

## 交通
伊泽尔省省道D73线和D156A线在帕热境内交汇。

## 人口

1962-2008年间帕热人口变化图示

帕热于2022年1月1日时的人口数量为1052人。